# بيل لينون
بيل لينون (بالإنجليزية: Bill Lennon)‏ هو لاعب كرة قاعدة أمريكي، ولد في يناير 1845 في بروكلين في الولايات المتحدة، وتوفي في 19 أغسطس 1910 في فيلادلفيا في الولايات المتحدة.

## وصلات خارجية
- بيل لينون على موقعبيزبول رفرنس.كوم (الدوري الرئيسي) (الإنجليزية)